# 修庆
修庆（1969年4月11日—），中国大陆男演员、导演。毕业于河南戏剧学院。代表作《射雕英雄传》、《天龙八部》等。父亲是豫剧表演艺术家修正宇，哥哥是演员修革。

## 主要作品
- 《乱世妖后》饰 曹髦
- 《水浒传》饰 花荣[5]
- 《屈原》饰 宋玉
- 《小李飞刀之飞刀问情》饰 关天翔
- 《射鵰英雄傳》饰 歐陽克
- 《天龙八部》饰 慕容复[2][6]
- 《龍票》饰 恭親王 奕訢
- 《天地民心》饰 道光帝[7]
- 《欢天喜地七仙女》饰 阴蚀王
- 《向东是大海》饰 张奋言
- 《鴻門宴傳奇》饰 萧何[8]
- 《狼天啸》饰 郎天啸
- 《大舜》饰 鲧
- 《于成龍》饰 柳晋阳[9]
- 《大旗英雄传》饰 司徒笑
- 《新边城浪子》饰 李寻欢
- 《青云志》饰 黑心老人
- 《龙珠传奇》饰 叶明章
- 《民初奇人传》饰 章羽
- 《绅探》饰 金不败
- 《霍去病》饰 郭解
- 《陳情令》饰 溫若寒
- 《一見傾心》饰 徐伯鈞
- 《天将雄师》饰 老胡[10]
- 《说英雄谁是英雄》饰 薛西神
- 《仙剑》（网络剧）饰 剑圣